# Лангович Андрій Володимирович
Андрій Володимирович Лангович (рос. Андре́й Влади́мирович Лангович, нар. 28 травня 2003, Ростов-на-Дону, Росія) — російський футболіст, фланговий захисник клубу «Ростов» та молодіжної збірної Росії.

## Ігрова кар'єра

### Клубна
Андрій Лангович є вихованцем ростовської академії футболу при клубі «Ростов». 29 лютого 2020 року він зіграв першу гру у молодіжній команді «Ростова». У липні 2021 року Лангович дебютував в основі команди, коли вийшов на заміну у матчі РПЛ проти московського «Динамо».
У квітні 2022 року футболіст підписав новий контракт з клубом, розрахований на п'ять років.

### Збірна
З 2022 року Андрій Лангович є гравцем молодіжної збірної Росії.